# Lázně Bohdaneč
Lázně Bohdaneč é uma cidade checa localizada na região de Pardubice, distrito de Pardubice.